# Херман Хот
Херман Хот (Нојрупин, 12. април 1885 — Гослар, 26. јануар 1971) је био немачки генерал-пуковник копнене војске, командант оклопне групе, командант оклопне армије на Источном фронту и носилац нацистичког Витешког крста са храстовим лишћем и мачевима.

## Рани период
Херман Хот се родио 12. априла 1885. године у Нојрупину. Син је официра војно-санитарне службе, и већ 1904. године ступа у војну службу. На почетку Првог светског рата налазио се у Генералштабу као капетан. Током рата обављао је различите функције. Након потписивања Версајског мировног уговора 1919. године он остаје у Рајхсверу. Од 24. децембра 1919. до 9. марта 1920. године налазио се на месту Генералштабног официра у Командној секцији VI, од марта до октобра следеће године је командир чете у 32. пешадијском пуку а од октобра до децембра командир чете 18. пешадијског пука у Подерборну.
Хот је од 1923. године до 1934. године је био на многим различитим функцијама: октобар 1923. године - мај 1925. године начелник у штабу за операције друге пешадијске команде у Шчећину; октобар 1925. - јануар 1929. године саветник у војно-школском одељењу; 1. октобар 1932 — 1. август 1933. године командант 17. пешадијског пука у Брауншвајгу, а од 1. фебруара 1934. године до 1. октобра 1934. године командант је града Либека.
Током 1935. године постао је командант 18. пешадијске дивизије, да би октобра 1938. године преузео команду над 15. оклопним корпусом.

## Други светски рат
У време Пољске кампање Хотов корпус, који се састојао од 5. и 7. оклопне дивизије, успешно је дејствовао у саставу 10. армије генерала Валтера фон Рајхенауа при јуришу на Варшаву и опкољавању Кракова и Радома. Тактички маневришући, Хот успева да избегне велике губитке и од тада ужива велико поштовање како међу војницима тако и међу официрима. Током Француске кампање, корпус генерала Хота дејствовао је у склопу 4. армије Гинтера фон Клугеа: води жестоку борбу против јединица 10. француске армије у рејону Дјепа, заузима Руан, изводи брзи продор према Рену, заробљава штаб 10. француске армије и заузима Нант.
Током новембра 1940. године постаје командант 3. оклопне групе која се састојала од 39. и 57. оклопног корпуса са укупно 4 оклопне и 3 моторизоване дивизије.
На Источном фронту, војска под Хотовом командом дејствовала је брзо и одлучно. У јуну су заузети Вилњус и Минск, јула Витебск а октобра Калињин. 7. оклопна дивизија из Хотове 3. оклопне групе продрла је иза Вјазме, где се спојила са 10. оклопном дивизијом из 4. оклопне групе, опкољавајући на тај начин већи број јединица Црвене армије. Дана, 17. јула 1941. године Хот је награђен храстовим лишћем за Витешки крст.
Октобра 1941. године Херман Хот преузима команду над 17. армијом која се налазила у саставу Групе армија Југ, бранећи се током јануара 1942. године од контранапада совјетске војске. Јула 1942. године постаје командант 4. оклопне армије, распоређене на Воронешком фронту. Заједне са 6. армијом генерала Фридриха Паулуса креће у наступању ка Стаљинграду, наносећи знатне губитке совјетској војсци на том правцу.
Хотова 4. оклопна армија заједно са 2. и 6. армијом Вермахта ушла је у састав групе армије Дон под командом генерала Ериха фон Манштајна и узела учешће у борби за Ростов на Дону.
У "Стаљинградском котлу“ остао је део једног Хотовог корпуса - 48. оклопни корпус под командом генерал-пуковника Фердинанда Хајма. Хот никада није остављао своје војнике судбини, па је припремио план за деблокаду опкољене војске. До реализације тог плана није дошло јер је Адолф Хитлер забранио да се Паулусова 6. армија повуче из Стаљинграда, па је самим тим операција пресечена и претрпела неуспех.
Фебруара 1943. године Манштајн ставља под команду Хота све тенковске јединице из групе армија Дон. Ново настала група тенкова кренула је у широко наступање: 58. и делови 48. оклопног корпуса Вермахта и 2. СС оклопни корпус напали су совјетске позиције и претрпеле велике губитке. Ипак су успеле да преузму иницијативу у своје руке али пошто нису добиле појачања морале су да пређу у одбрану.
У Курској бици под Хотовим руководством налазиле су се најбоље дивизије Немачке: моторизована дивизија „Велика Немачка“, 1. СС оклопна дивизија „Телесна гарда Адолфа Хитлера“, 2. СС оклопна дивизија „Рајх“, 3. СС оклопна дивизија „Мртвачка глава“ и др. Хотове јединице добиле су конкретно наређење: пробити совјетску линију одбране на јужном делу Курске потковице и сјединити се са јединицама које треба да дођу са севера. У борбама које су трајале недељу дана немачке јединице су уз огромне губитке у људству и техници успеле да пробију совјетске одбрамбене линије. Моторизована дивизија „Велика Немачка“ успела је да пробије две одбрамбене линије а 1. СС оклопна дивизија „Телесна гарда Адолфа Хитлера“ и 2. СС оклопна дивизија „Рајх“ и трећу последњу линију одбране.
Међутим совјетска команда је успела за једну ноћ да доведе свежа појачања и извела контра напад којим су одбацили Немце са своје треће одбрамбене линије. У следећих пет дана настављене су непрекидне борбе у којима су Хотове јединице потучене и он наређује престанак напада и прелазак у одбрану. Током августа његове десетковане јединице више нису могле да издрже совјетске нападе и почињу са повлачењем. Совјети су редом ослобађали своје градове: Орел и Белгород (5. август) и Харков (23. август). Хот је једва успео средином септембра да заустави повлачење и и организује одбрану, зашта је одликован мачевима за храстово лишће Витешког крста. До почетка новембра Хот је одбијао све нападе противника, али пошто је исцрпео све резерве он наређује повлачење ка Кијеву и Житомиру.
У децембру 1943. године Хот је смењен и на његово место долази генерал Ерхард Раус. Хот остаје у резерви Генералштаба до априла 1945. године, када је постављен за команданта одбране једног рејона на Западном фронту (апсолутно без икаквог значења за одбрану Рајха), где се маја месеца заједно са својим потчињеним предао америчкој војсци.

## После рата
На суђењу у октобру 1948. године Херман Хот је осуђен на 15 године затвора. Одлежао је 6 година затвора у Ландсбергу на Леху. Током 1954. године је ослобођен. Хот је 1956. године издао књигу „Тенковске операције“.
Херман Хот је умро 25. јануара 1971. године у Гослару, где је и сахрањен.